# Богіня
Богіня (пол. Boginia) — село в Польщі, у гміні Новосольна Лодзький-Східного повіту Лодзинського воєводства.
Населення — 90 осіб (2011).

## Демографія
Демографічна структура станом на 31 березня 2011 року:
|          | Загалом | Допрацездатний вік | Працездатний вік | Постпрацездатний вік |
| -------- | ------- | ------------------ | ---------------- | -------------------- |
| Чоловіки | 42      | 4                  | 29               | 9                    |
| Жінки    | 48      | 10                 | 27               | 11                   |
| Разом    | 90      | 14                 | 56               | 20                   |